# Riga Masters
Riga Masters, tidigare Riga Open, är en professionell rankingturnering i snooker. Turneringen spelades första gången säsongen 2014/15 som en mindre rankingturnering inom ramen för det numera nedlagda Players Tour Championship. Från och med säsongen 2016/17 spelas den som en egen rankingturnering inom proffstouren.

## Vinnare
| År                         | Vinnare                    | Motståndare                | Resultat                   | Säsong                     |
| Riga Open (mindre ranking) | Riga Open (mindre ranking) | Riga Open (mindre ranking) | Riga Open (mindre ranking) | Riga Open (mindre ranking) |
| -------------------------- | -------------------------- | -------------------------- | -------------------------- | -------------------------- |
| 2014                       | Mark Selby                 | Mark Allen                 | 4 – 3                      | 2014/15                    |
| 2015                       | Barry Hawkins              | Tom Ford                   | 4 – 1                      | 2015/16                    |
| Riga Masters (ranking)     |                            |                            |                            |                            |
| 2016                       | Neil Robertson             | Michael Holt               | 5 – 2                      | 2016/17                    |
| 2017                       | Ryan Day                   | Stephen Maguire            | 5 – 2                      | 2017/18                    |
| 2018                       | Neil Robertson             | Jack Lisowski              | 5 – 2                      | 2018/19                    |
| 2019                       | Yan Bingtao                | Mark Joyce                 | 5 – 2                      | 2019/20                    |